# Nathan Laski
Nathan Laski (* 24. Juni 1863 in Middlesbrough; † 21. Oktober 1941 in Manchester) war ein britischer Unternehmer.

## Leben und Tätigkeit
Laski war ein Sohn osteuropäischer Einwanderer. Sein Vater Naphtali Laski war 1831 aus Polen nach Großbritannien gekommen, um sich den antijüdischen Maßnahmen der damals über das Land herrschenden zaristischen Regierung zu entziehen.
Im Jahr 1876, mit dreizehn Jahren, begann Nathan Laski, der keine formale schulische Ausbildung durchlaufen hatte, als Bürobote für die Baumwollfirma G.P. Gunnis and Co. zu arbeiten. 1885 wurde er als Vertreter dieser Firma nach Indien geschickt. Er stieg in der Firma Gunnis rasch auf, so dass er es bereits in jungen Jahren zum Teilhaber des Unternehmens brachte, das er schließlich in die von ihm und seinem Bruder Noah Laski begründete Unternehmen Laski and Laski überführte. Mit diesem Unternehmen, dessen Hauptquartier in Manchester war und das sich in den 1890er Jahren zu einem der größten und bekanntesten Unternehmen der baumwollexportierenden Industrie in Lancashire entwickelte, widmete Laski sich mehr als 50 Jahre lang der Einfuhr von Baumwolle aus dem britischen Dominion Britisch-Indien nach Europa. Als Unternehmer brachte Laski es in den 1890er Jahren zu großem Reichtum, so dass er seither zu den führenden Persönlichkeiten Manchesters zählte.
Über Jahrzehnte hinweg war Laski einer der prominentesten Juden im öffentlichen Leben von Großbritannien. In diesem Zusammenhang übernahm er auch zahlreiche ehrenamtliche Aufgaben in der jüdischen Gemeinde seiner Heimatstadt und für überregionale jüdische Organisationen. So war er mehrere Jahre lang Vorsitzender des Jüdischen Rates für Manchester und Salford (Manchester and Salford Jewish Council), Vorsitzender der Großsynagoge von Manchester. Der zionistischen Bewegung stand er hingegen lange Zeit sehr distanziert gegenüber, da er in ihr ein Hindernis gegenüber der gesellschaftlichen Integration von Juden erblickte. In Manchester galt Laski mehr als 40 Jahre lang als der „ungekrönte König“ der jüdischen Gemeinde. In seinem Anwesen Smedley House in der Smedley Lane hielt er Hof, indem er eine scheinbar nicht abreißende Kette von Ratsuchenden und Bittstellern zu persönlichen Gesprächen empfing.
Parteipolitisch war Laski ein Anhänger der Liberal Party. Seine Ehefrau gehörte von 1925 bis zu ihrem Tod dem Stadtrat (City Council) von Manchester an. In den 1900er Jahren förderte er den jungen Winston Churchill, nachdem dieser 1904 von der Conservative Party in die Liberale Partei gewechselt war, und unterstützte dessen Anstrengungen, sich das Mandat des Repräsentanten des Wahlkreises North West Manchester im Unterhaus zu sichern. Laskis Sympathien hatte Churchill sich erworben, nachdem er als konservativer Abgeordneter gegen den Aliens’ Act der konservativen Regierung von Arthur Balfour, der die Immigration verfolgter Personen aus Russland und Osteuropa nach Großbritannien begrenzen wollte, gestimmt hatte.
1933 erhielt Laski die Ehrendoktorwürde der Universität Manchester.
1935 zog Laski sich weitgehend aus seinem Geschäft zurück, um sich stattdessen seinen öffentlichen Ämtern zu widmen.
Als einer der bekanntesten Juden im öffentlichen Leben Großbritanniens wurde Laski von den nationalsozialistischen Polizeiorganen als eine wichtige Zielperson eingestuft: Im Frühjahr 1940 setzte das Reichssicherheitshauptamt in Berlin ihn daher auf die Sonderfahndungsliste G.B., ein Verzeichnis von Personen, die im Falle einer erfolgreichen Invasion und Besetzung der britischen Inseln durch die Wehrmacht von den Besatzungstruppen nachfolgenden Sonderkommandos der SS mit besonderer Priorität ausfindig gemacht und verhaftet werden sollten.
1941 wurde Laski auf dem Weg zu einer Ratssitzung in Manchester auf der Cheetham Hill Road von einem Automobil angefahren. Er starb zwei Tage später an den Folgen seiner Verletzungen im Jewish Hospital in London, dessen Vorstand er von 1921 bis 1941 gewesen war.

## Familie
Laski war seit 1889 mit Sarah Frankenstein (1869–1945) verheiratet. Mit ihr hatte er mehrere Kinder, darunter den Sohn Harold Laski (1893–1950), der als Politologe und Vorsitzender der Labour Party bekannt wurde, sowie den Sohn Neville Laski, der ein bekannter Rechtsanwalt war.